# Späningen (Bismark)
Späningen gehört zur Ortschaft Meßdorf und ist ein Ortsteil der Stadt Bismark (Altmark) im Landkreis Stendal in Sachsen-Anhalt.

## Geographie
Späningen, ein Straßendorf mit Kirche, liegt neun Kilometer nördlich der Stadt Bismark (Altmark) in der Niederung der Biese.
Nachbarorte sind Meßdorf im Südwesten, Biesenthal im Nordwesten, Schmersau im Norden, Natterheide im Nordosten und Schönebeck im Südosten.

## Geschichte

### Mittelalter bis Neuzeit
Im Jahre 1297 wurde der Famulus Gherardus Speninghe als Zeuge in einer Urkunde in Bärwalde aufgeführt.
Das Dorf wird 1322 erstmals als Speninge genannt, als Agnes, die Herzogin von Braunschweig die Dörfer Meßdorf und Späningen der Gemahlin Conrads von Osterburg, Gisela (Ghislen), zum Leibgedinge überließ.
Im Landbuch der Mark Brandenburg von 1375 wird das Dorf als Spenyghe und Spennige aufgeführt und war in Besitz derer von Bartensleben.
Weitere Nennungen sind 1420 Spennigge, 1441 Speningen, 1472 Spenninge und Speninge, 1511 Speringk und Speringe, 1687 Speningen sowie 1804 Späningen, Dorf mit Leineweber und Rademacher.
Aus dem historischen Messtischblatt von 1823 ist zu erkennen, dass Späningen früher ein Sackgassendorf mit Ein- und Ausgang in Richtung Biesenthal (Nordwesten) war, das im Laufe der Zeit nach Osten und Süden erweitert wurde. Das frühere Pfarrdorf gehörte zur Vogtei Meßdorf. Am südwestlichen Ortseingang stand bis 1945 eine Windmühle.
500 Meter östlich des Dorfes stand am Weg nach Natterheide bis 1873 eine Ziegelei. Die zweite Ziegelei 100 Meter westlich des Dorfes wurde nach dem Ersten Weltkrieg geschlossen.

### Landwirtschaft
1892 war eine Molkereigenossenschaft und Molkerei gegründet worden, die bis in die 1950er Jahre Bestand hatten. 1903 wurde eine Bau- und Darlehenskasse im Dorf gegründet. 1914 entstand eine Viehverwertungsgenossenschaft, die bis zur Gründung der LPG bestand. von 1924 bis 1931 bestand eine Hengststation. 1934 begann man mit der Herdbuch-Rinderzucht.
Bei der Bodenreform wurden 1945 ermittelt: 45 Besitzungen unter 100 Hektar hatten zusammen 498, zwei Kirchenbesitzungen hatten zusammen 42, zwei Gemeindebesitzungen zusammen nur 2 Hektar Land.
1954 entstand im Späninger Ortsteil Schönebeck die erste Landwirtschaftliche Produktionsgenossenschaft, die LPG Typ III „Klara Zetkin“, die vor 1960 wieder aufgelöst wurde. 1958 entstand eine zweite LPG, Typ III in Späningen namens „Vereinte Kraft“. Noch 1986 gab es die LPG „Vereinte Kraft“ mit der Brigade „Clara Zetkin“ in Schönebeck und die Brigade „10. Jahrestag“ Späningen.

### Archäologie
- An der Ziegelei und auf den Stürmerschen Tannenstücken wurden Begräbnisplätze mit Urnen aus der Zeit um 400 v. Chr. gefunden.[16]
- Unmittelbar im Dorf gab es das Großsteingrab Späningen, wie aus dem Flurnamen „Hühner Land“[16] auf einem historischen Messtischblatt abgeleitet wird. Die Flur liegt heute nördlich der Natterheider Straße 41 neben dem Sportplatz.

### Andere Erwähnungen
Der von Ludwig Götze für das Jahr 1290 in Lübeck genannte Johann von Späningen ist im Codex diplomaticus Lubecensis nicht zu ermitteln, obwohl Götze das Werk als Quelle dafür angibt.

### Herkunft des Ortsnamens
Der Ortsname ist deutsch wie viele Namen auf „-ingen“. Die Silbe „spen“ ist mittelhochdeutsch und bedeutet „Zerwürfnis, Streit“. Ein „spening“ ist ein umstrittenes Gebiet.

### Wüstung bei Späningen
Wilhelm Zahn beschrieb 1909 „die wüsten Stücke“. Sie liegen 1,2 Kilometer nordwestlich vom Dorf, 1 Kilometer von Biesenthal entfernt und werden vom Weg nach Schmersau diagonal durchschnitten. Siedlungsspuren sind keine vorhanden, die anstoßenden Ackerstücke der Feldmark von Biesenthal heißen „die Klüden“.

### Eingemeindungen
Ursprünglich gehörte das Dorf zum Stendalischen Kreis der Mark Brandenburg in der Altmark. Zwischen 1807 und 1813 lag es im Landkanton Osterburg auf dem Territorium des napoleonischen Königreichs Westphalen. Ab 1816 gehörte die Gemeinde zum Kreis Osterburg, dem späteren Landkreis Osterburg.
Am 20. Juli 1950 wurden die bis dahin eigenständigen Gemeinden Biesenthal, Natterheide und Schönebeck nach Späningen eingemeindet.
Die Gemeinde Späningen wurde am 25. Juli 1952 sie dem neugebildeten Kreis Kalbe (Milde) zugeordnet.
Am 1. Januar 1957 wurde der Ortsteil Natterheide wieder aus der Gemeinde Späningen ausgegliedert und entstand als politisch selbstständige Gemeinde neu. Außerdem wechselte die neue Gemeinde Natterheide in den Kreis Osterburg.
Späningen verlor am 21. Dezember 1973 seine Selbständigkeit mit der Eingemeindung in die Gemeinde Meßdorf. Seit der Eingemeindung von Meßdorf in die Stadt Bismark (Altmark) dem 1. Januar 2010 gehört der Ortsteil Späningen zur neu gebildeten Ortschaft Meßdorf und zur Stadt Bismark (Altmark).

### Einwohnerentwicklung
| Jahr | Einwohner |
| ---- | --------- |
| 1734 | 138       |
| 1772 | 112       |
| 1790 | 130       |
| 1798 | 133       |
| 1801 | 139       |
| 1818 | 150       |
| 1840 | 222       |
| 1864 | 315       |
| 1871 | 333       |

| Jahr | Einwohner |
| ---- | --------- |
| 1885 | 387       |
| 1892 | [00]419   |
| 1895 | 416       |
| 1900 | [00]398   |
| 1905 | 392       |
| 1910 | [00]405   |
| 1925 | 428       |
| 1939 | 385       |
| 1946 | 577       |

| Jahr | Einwohner |
| ---- | --------- |
| 1964 | 777       |
| 1971 | 667       |
| 1976 | [00]386   |
| 1983 | [00]344   |
| 2018 | [00]207   |
| 2020 | [00]200   |
| 2021 | [00]203   |
| 2022 | [0]203    |
| 2023 | [0]206    |

Quelle, wenn nicht angegeben, bis 1971:

## Religion
Die evangelische Kirchengemeinde Späningen, die früher zur Pfarrei Späningen gehörte, wird heute betreut vom Pfarrbereich Gladigau im Kirchenkreis Stendal im Bischofssprengel Magdeburg der Evangelischen Kirche in Mitteldeutschland.  Die ältesten überlieferten Kirchenbücher für Späningen stammen aus dem Jahre 1710.
Die katholischen Christen gehören zur Pfarrei St. Anna in Stendal im Dekanat Stendal im Bistum Magdeburg.

## Kultur und Sehenswürdigkeiten
- Die evangelische Dorfkirche Späningen ist ein frühgotischer Feldsteinbau.[30]

- Späningen hat ein Dorfgemeinschaftshaus.
- Der Sportverein „Eintracht“ Späningen e. V. wurde bereits 1921 gegründet.[16]
- In Späningen steht ein Denkmal für die Gefallenen des Ersten und Zweiten Weltkrieges, ein steinerner Flügelaltar gekrönt von Kreuzen.[31]

## Sage aus Späningen
Alfred Pohlmann überlieferte 1906 aus Rönnebeck eine Sage in plattdeutscher Mundart über einen spukenden Ziegenbock an der Grenze zwischen Schmersau und Späningen.